# World Roller Games 2017
Navigation
Barcelone 2019
Les World Roller Games 2017 sont la première édition des World Roller Games. Celle-ci se déroule du 27 août 2017 au 10 septembre 2017 à Nankin en Chine. 
Cette première compétition aurait dû se dérouler à Barcelone mais la ville n'a pas pu apporter les garanties suffisantes afin d'organiser correctement la compétition. La ville de Nankin se voit attribuer l'évènement notamment en raison de son expérience dans l'organisation des grandes compétitions internationales et pour son attrait pour les disciplines du roller. 
La compétition est la réunion d'un ensemble de dix disciplines rattachées à la Fédération internationale de roller sports ayant en commun l'utilisation des rollers en ligne, des patins à roulettes ou des skateboards. Elle recoupe les disciplines du patinage artistique, slalom alpin, descente, slalom, roller freestyle, rink hockey, roller in line hockey, roller de vitesse, roller derby, skateboard. Près de 4 000 athlètes venant d'une cinquantaine de fédérations nationales sont attendus. 

## Organisation

### Attribution
En 2013, la FIRS annonce la création d'un évènement qui doit voir concourir une dizaine de sports simultanément alors qu'auparavant elle les organise individuellement. Ce projet doit voir se réunir en une même ville près de 6 000 athlètes venant de 100 pays. Les villes souhaitant être candidates pour l'organisation des World Roller Games doivent déposer leur dossier de demande avant le 30 octobre 2014. Trois candidatures devront être sélectionnées le 31 janvier 2015 pour enfin déterminer le pays hôte lors d'un vote le 31 mars 2015. 
La ville de Miami accueille une délégation officielle en 2013. Cette dernière visite l'ensemble des implantations barcelonaises en janvier 2015 dont le projet veut organiser l'évènement du 9 au 23 juillet 2017. 
Le 21 février 2015, le congrès de la FIRS réuni au siège du Comité National Olympique Italien à Rome attribue les World Roller Games 2017 à Barcelone, ceux de 2019 à Nankin et ceux de 2021 à Lima. Il semblerait qu'en 2017 l'attribution des troisièmes WRG ne soit pas définitive car un appel à candidature figure sur le site internet de la FIRS consacré aux deux premières éditions. 
Dès octobre 2015, la presse espagnole annonce le renoncement de Barcelone à l'organisation de 2017,, mais il faut attendre trois mois et le 28 janvier 2016 pour qu'une annonce officielle de la FIRS soit faite du désistement de Barcelone comme ville hôte de 2017. Elle est due à un changement de municipalité à la suite de l'élection d'un nouveau parti en 2015, alors même que la ville possède l'ensemble des infrastructures dans un rayon de 10 km pour un budget de 11 millions d'euros. Le nouveau conseil municipal, dirigé par Ada Colau, reconnaît être incapable de garantir le bon déroulement de l'évènement et doit renoncer à son organisation pour 2017. La municipalité préfère se donner davantage de temps, mais aussi elle souhaite disposer d'un premier retour d'expérience sur lequel la commission des sports de la municipalité de Barcelone peut travailler. Cette volonté de coopération entre Barcelone et Nankin se concrétise en mars 2017 lorsqu'une délégation espagnole chargée de la préparation des WRG 2019 se rend directement en Chine à Nankin.
Un accord est signé entre le président de la FIRS Sabatino Aracu et le vice-maire de Nankin Hu Wanjin. Il intervient dès la semaine suivant l'annonce officiel du désistement de Barcelone en février 2016 pour voir l'attribution accordée à Nankin, qui devait être le second hôte en 2019.

### Infrastructure
La ville qui a organisé les jeux olympiques 2014 de la jeunesse, les championnats du monde de roller de 2016 et d'autres grandes compétitions internationales possède une infrastructure déjà développée. La compétition est organisée autour de sept lieux. Le Nanjing Olympic Sports Center Gymnasium n'accueille pas en lui-même les compétitions mais il sert pour le déroulement de la cérémonie d'ouverture des World Roller Games. 
- Le Wutaishan Gymnasium à Gulou fait partie intégrante du complexe de Wutaishan Sports Center. Le site voit se dérouler le mondial féminin de basket de 2002. Le hall principal mesure 28 m sur 48 m. À cette salle s'ajoute de très nombreuses salles annexes tel que salle de conférence, loge pour VIP, ou des dressings qui sont utiles pour recevoir les costumes des patineurs artistiques qui établissent leur siège dans cette salle[16].
- Le Longjiang Gymnasium à Gulou reçoit une partie des compétitions de rink hockey, celles-ci étant réparties sur deux sites. Le stade a déjà accueilli le mondial féminin de lutte en 2010, des épreuves des jeux asiatiques en 2013 et les jeux de la jeunesse en 2014. Ce stade d'une capacité de 3 000 places possède est aire de 14 000 m2 dont le hall principale ne peut accueillir un seul terrain[17].
- Le Tech University Gymnasium est le second site où évoluent les compétitions de rink hockey. Il ne se situe pas dans le même quartier que l'autre site mais à Pukou. Le bâtiment est plus grand que le Longjiang Gymnasium. Il mesure presque 24 m de hauteur pour une capacité à recevoir 4 454 spectateurs et aurait pu théoriquement accueillir deux terrains de rink hockey avec des dimensions réduites (38,6 m de longueur au lieu de 40 m pour un terrain normal et 36 m pour la dimension minimale). Le stade a déjà accueilli les jeux asiatiques[18].
- Le Jubaoshan Sports Park à Xuanwu est un parc de 147 ha. La parcours de descente mesure 600 m de long pour 6 m de large tandis que l'inline alpine évolue sur un parcours de 400 m. Les spectateurs peuvent assister gratuitement à la compétition sur ce site[19].
- Le Youth Olympic Sports Park à Pukou accueille les trois disciplines que sont le freestyle, le roller hockey et le roller derby. Il s'agit d'un complexe sportif s'étalant sur 170 000 m2. La compétition de roller hockey se situe dans le hall principal, assez grand pour accueillir deux terrains. Les freestylers évoluent dans une salle de 30 m sur 50 m pouvant recevoir 500 spectateurs au second étage qui est situé entre le stade principal et le gymnase. Le site héberge aussi le village des jeux dans son parc d'une superficie de 180 000 m2. Les travaux pour aménager le terrain couvert installé pour l'évènement du roller derby[20], se terminent en juin 2017[21].
- Le Nanjing Sports Training Center se situant à Pukou, reçoit plusieurs épreuves des jeux de la jeunesse de 2014, mais aussi les championnats du monde de roller de vitesse en 2016. C'est sur un terrain connu des participants qu'ils reviennent sur le site moins d'un an après. Le stade peut recevoir 2 000 spectateurs et possède des installations s'étalant sur 87 054 m2[22]. Ces installations sont notamment composées d'une piste de 200 m et d'une route de 500 m, les deux faisant 8 m de large. L'épreuve du marathon se déroule sur une boucle longue de 10,58 km.
- Le Sports Lab à Jianye : skateboard et freestyle possède une superficie de 12 000 m2 dont un skate park de 752,4 m2. Les épreuves de roller freestyle se déroule sur une construction dont le terrain a des dimensions de 30 km par 45 km. La rampe pour la compétition de skateboard est également placée sur le site. Elle mesure 4,5 mètres de hauteur pour 21 mètres de large et pèse près de 22 tonnes d'acier. Le Sports Lab est utilisé lors des jeux de la jeunesse de 2014[23].

### Financement

#### Billetterie et sponsoring
Le 3 août 2017, lors du 30e jour précédent la cérémonie d'ouverture, le sponsor principal de l'événement est dévoilé. Il s'agit de l'entreprise Heng Yuanxiang fondée à Shanghai en 1927 et qui parraine régulièrement des sports à roulettes depuis 1989. Les licences d'exploitation des produits dérivés sont accordés aux entreprises Nanjing Famous City Culture Development Co. et Ltd. and Jiangsu Yongyin Sports Industry Development Co. qui ont déjà obtenus ces droits lors des jeux olympiques de 2008. 
Le sponsor principal a dû s'acquitter de 5 millions de RMB, tandis que les sponsors de chaque discipline doivent débourser 1 million de RMB. D'autres partenaires de « haut-rang » ont financé plus de 0,5 million de RMB. Les partenaires séniors doivent assumer 0,2 million RMB et les « brand shower » 30 000 RMB.
Une billetterie est ouverte pour l'ensemble de la compétition à l'exception des épreuves de slalom alpin et de descente qui sont en accès libre. Les tarifs vont de 5 RMB pour les phases de qualification de rink hockey et de hockey en ligne, jusqu'à 30 RMB pour les finales de roller freestyle et de skateboard. Les billets pour la cérémonie d'ouverture vont quant à eux de 20 RMB à 270 RMB.

#### Engagements des participants
Afin de concourir, les athlètes et leurs fédérations doivent contribuer financièrement en versant une cotisation à la FIRS. Cette contribution varie notamment selon la discipline, le sexe et l'âge du participant.
En hockey, les frais sont identiques pour toutes les épreuves de hockey sur roller. Les fédérations des équipes séniors ou les juniors, féminins ou masculins, doivent toutes s'acquitter de 1 100 dollars par équipes engagées. Cette égalité ne se retrouve pas dans les épreuves de rink hockey dont les équipes femmes et jeunes s’acquittent toutes deux de 500 dollars, mais dont des droits fixes et proportionnels sont fixés à 200 dollars par équipe masculine séniors auxquelles s'ajoutent 100 dollars par joueurs engagés. 
Ce montant de 100 dollars se retrouve aussi dans la pratique du skateboard ainsi qu'en roller de vitesse pour les séniors. Cependant le montant est diminué à 50 dollars pour les juniors. Mais à ces frais il faut également ajouter les 400 dollars que chaque fédération de course doit apporter. À l'intérieur de disciplines ayant plusieurs épreuves, les droits peuvent varier. Ils s'élèvent à 50 dollars en freestyle et 30 dollars pour la hauteur. Les athlètes de descente doivent débourser 60 dollars une seule fois alors que les sportifs de l'inline alpine doivent s'acquitter de 20 dollars pour chacune de leurs courses. 
L'artistique connait le barème d'engagement le plus complexe avec des droits individuels allant de 60 dollars à 80 dollars auxquels il faut ajouter les droits par équipes qui sont compris entre 100 dollars et 340 dollars. 
Seule discipline gratuite, le roller derby est libre de droit à la fois pour les joueurs et pour les fédérations.

### Ferveur locale
Nankin a une très importante culture du roller. Elle organise la semaine du roller en 2015. Dans cette ville de 8 000 000 d'habitants, 52 000 enfants pratiquent le roller dont 12 000 en font en compétition. Nankin ambitionne d'atteindre les 200 000 pratiquants d'ici 2021 avec une soixantaine d'écoles dans lesquels le roller serait enseigné. Deux semaines avant le début des compétitions, Nankin organise les 13e jeux nationaux de Chine auxquels le roller est intégré en plus du tennis de table, du badminton, l'escalade et les courses de bateau dragon. 
Au musée des sports, une salle de 200 m2 est consacrée aux sports à roulettes. Celle-ci est ouverte en 2016 à l'occasion des championnats du monde de roller. 
Les organisateurs dévoilent la mascotte de l'évènement « Ningning » qui est une abréviation dédoublée de Nanjing (nom anglophone pour désigner la ville de Nankin). Les traits de la mascotte s'inspirent d'une combinaison du logo de la FIRS et de la fleur de l'abricotier du Japon, emblème de la ville. La mascotte de couleur orange porte un ensemble de protections pour le roller de couleurs variées.
Le 7 juillet 2017, à cinquante jours du début des compétitions, un évènement est organisé pour célébrer le décompte des cinquante derniers jours. Près de mille personnes se réunissent au « 24 skate and show love for the children in the world » et participent à des courses de roller.

### Cérémonies d'ouverture et de clôture
Le Nanjing Olympic Sports Center Gymnasium accueille la cérémonie d'ouverture des World Roller Games qui se déroule le 2 septembre 2017. Elle est organisée par le Nanjing Performing Arts Group qui s'est déjà produite aux jeux de la jeunesse en 2014. La cérémonie d'ouverture se déroule en deux parties : la cérémonie en elle-même et un spectacle. Il y a les traditionnelles entrées des sportifs avec leurs portes-drapeaux, un discours d'ouverture, les serments d'athlètes et d'arbitres avant l'annonce officielle de l’ouverture des jeux. Il s'ensuit un spectacle composé en six parties proposé par 1 000 figurants.

### Couvertures médiatiques
De nombreux journalistes argentins font le déplacement pour l'événement. La Radio de La Paz a elle seule possède trois journalistes accrédités. Il y a en tout presque une dizaine de radios ou de journaux argentins différents représentée. 
Des pays comme l'Espagne, la France, l'Allemagne, la Grande-Bretagne, l'Italie, la Russie, l'Inde, le Sénégal, le Mozambique, la Corée du Sud, Hong Kong, l'Indonésie, Taïwan, ont des accréditations indépendants des délégations nationales. Cependant pour quelques autres pays - tel que la Colombie, le Liberia, l'Australie, Singapour - les accréditions ne sont possédées que par des membres des délégations ou des fédérations nationales.

## Participants

### Pays participants
| Afrique | Afrique                  | Amérique                                                                     | Amérique                 | Asie | Asie                      | Europe | Europe                                         | Océanie                    | Océanie                  |
| Pays | Discipline(s) Athlète(s) | Pays                                                                         | Discipline(s) Athlète(s) | Pays | Discipline(s) Athlète(s)  | Pays | Discipline(s) Athlète(s)                       | Pays                       | Discipline(s) Athlète(s) |
| --- | ------------------------ | ---------------------------------------------------------------------------- | ------------------------ | --- | ------------------------- | --- | ---------------------------------------------- | -------------------------- | ------------------------ |
| |                          |                                                                              |                          | |                           | |                                                |                            |                          |
| Afrique du Sud Angola Bénin Côte d'Ivoire République démocratique du Congo Égypte Kenya Guinée Mozambique Namibie Sénégal Tanzanie | 1 - 2 1 - 1 -            | Argentine Brésil Canada Chili Colombie États-Unis Équateur Guatemala Mexique | 3 1 2 3 5 - 160 5 - 1    | Bangladesh Chine Corée du Sud Hong Kong Inde Indonésie Iran Israël Japon Macao Malaisie Pakistan Russie Taipei chinois Thaïlande | - 3 2 3 - 3 1 3 2 - 1 3 1 | Allemagne Angleterre Autriche Belgique Croatie Danemark Espagne France Hongrie Italie Lettonie Pays-Bas Pologne Portugal République tchèque Slovaquie Slovénie Suède Suisse | 4 1 3 1 - 1 6 - 127, 7 - 120 - 7 1 2 3 1 3 - 1 | Australie Nouvelle-Zélande | 4 2                      |

### Afrique
Le Congo, qui se prépare au Bénin, est représenté par entre 10 athlètes et 15 athlètes.
Le coureur Kouadio Koffi Joël Patrick représente la Côte d'Ivoire.

### Amérique
Le Canada présente trois équipes en roller hockey. 
Le Chili est représenté notamment par son équipe féminine de rink hockey. 
La Colombie prend part aux WRG par l'intermédiaire de Giovanny Grisales Sánchez, juge en patinage artistique. Andrés Felipe Muñoz est porte-drapeau de la sélection. 
Les États-Unis envoient une équipe pour les représenter en artistique. Des épreuves de sélections ont lieu en août. 
Le Mexique organise des sélections pour la compétition de vitesse.

### Asie
En Inde, l'équipe de freestyle s'entraine sous les conseils de l'italienne Cristina Piccioni tandis que l'équipe de rink hockey suit un camp d'entrainement à Chandigarh.

### Europe
La Belgique possède une délégation de huit sportifs dont ne font pas partie Bart Swings et Mathias Vosté qui préparent les jeux olympiques de 2018.
L'Espagne est représentée notamment par son équipe féminine de rink hockey. Elle choisit ses deux représentants - Andreu Greses et Noel Jarillo - pour l'épreuve de descente qui terminent 14e et 15e de la dernière coupe du monde à Teolo. 
La France envoie près de 120 sportifs ou encadrants pour la représenter dans six disciplines. Vanessa Daribo, joueuse de rink hockey, est la porte drapeau de cette délégation. Les stages de sélections réalisés début août 2017 permettent de déterminer les quinze coureurs qui représentent la France.
L'Italie choisit la multiple championne du monde Francesca Lollobrigida pour être la porte drapeau de la délégation. 
La Slovaquie voit la majorité de sa délégation participer aux épreuves de descente. Mais elle est également présente sur les épreuves de course et de slalom.

## Compétitions
| Cérémonie d'ouverture | Jour de compétition | Jour de finales | Cérémonie de clôture |

| Août-Septembre      | 27 | 28 | 29 | 30 | 31 | 1 | 2 | 3 | 4 | 5 | 6 | 7 | 8 | 9 | 10 |
| ------------------- | -- | -- | -- | -- | -- | - | - | - | - | - | - | - | - | - | -- |
| Cérémonies          |    |    |    |    |    |   |   |   |   |   |   |   |   |   |    |
| Rink hockey         |    |    |    |    |    |   |   |   |   |   |   |   |   |   |    |
| Vitesse             |    |    |    |    |    |   |   |   |   |   |   |   |   |   |    |
| Roller hockey       |    |    |    |    |    |   |   |   |   |   |   |   |   |   |    |
| Patinage artistique |    |    |    |    |    |   |   |   |   |   |   |   |   |   |    |
| Slalom alpin        |    |    |    |    |    |   |   |   |   |   |   |   |   |   |    |
| Freestyle           |    |    |    |    |    |   |   |   |   |   |   |   |   |   |    |
| Roller derby        |    |    |    |    |    |   |   |   |   |   |   |   |   |   |    |
| Slalom              |    |    |    |    |    |   |   |   |   |   |   |   |   |   |    |
| Skateboard          |    |    |    |    |    |   |   |   |   |   |   |   |   |   |    |
| Descente            |    |    |    |    |    |   |   |   |   |   |   |   |   |   |    |
| Marathon            |    |    |    |    |    |   |   |   |   |   |   |   |   |   |    |
| Août-Septembre      | 27 | 28 | 29 | 30 | 31 | 1 | 2 | 3 | 4 | 5 | 6 | 7 | 8 | 9 | 10 |

### Roller freestyle
La discipline du roller freestyle comporte cinq épreuves : le slalom freestyle, le slalom de vitesse, le saut en hauteur, le freestyle synchronisé et un parcours libre. 
Les fédérations peuvent sélectionner au maximum trois hommes et trois femmes. Cependant l'octroi d'invitation dite wild card relève ce maximum à cinq. Douze invitations sont fournies pour les demi-finales masculines dont leurs titulaires rejoignent le Top 12 des qualifications. La finale se dispute entre les douze meilleurs des demis. Pour la compétition féminine, seulement quatre femmes sont invitées pour les demi-finales qui rejoignent le Top 8 des qualifications. La finale se dispute entre les six meilleures performances des demi-finales.

### Slalom

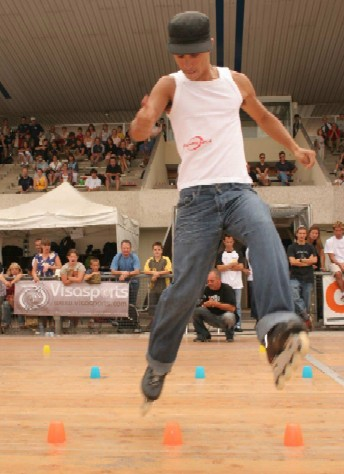
Vincent Vu van Kha, compétiteur dans une finale IFSA.

### Patinage artistique

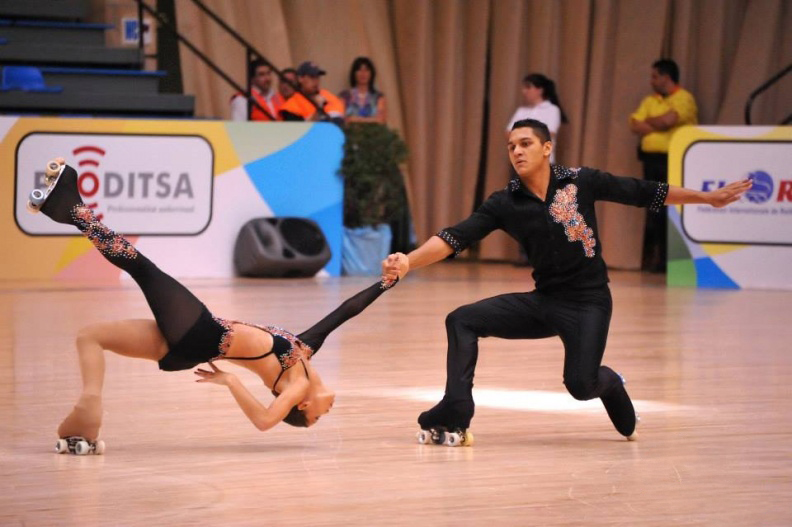
Marine Portet et Nathanaël Fouloy - 3e Mondiaux

### Roller de vitesse

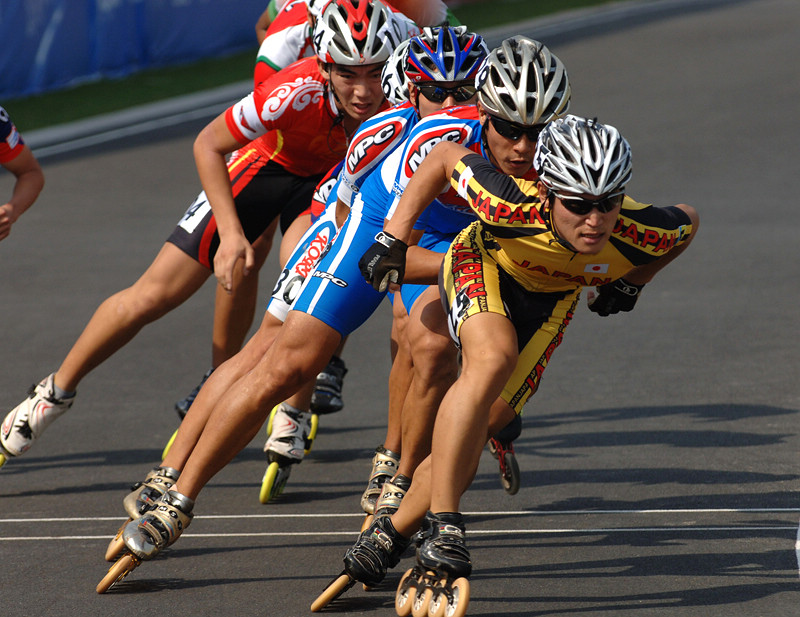
Coureurs lors des 13e championnat asiatique.

Un an à peine après avoir organisé le championnat du monde de roller course, la ville de Nankin accueille de nouveau cet évènement. 
Les pays ont la possibilité d'inscrire jusqu'à huit hommes et de huit femmes pour les séniors. Il en est de même pour les catégories jeunes. 
Plusieurs épreuves sont organisées :
| Piste                                      | Route                               |
| ------------------------------------------ | ----------------------------------- |
| sprint sur 100 m                           | sprint sur 1 000 m                  |
| contre la montre sur 300 m                 | sprint sur un tour de piste         |
| sprint sur 500 m                           | relais de 5 000 m                   |
| relais de 3 000 m                          | course aux points sur 10 000 m      |
| course aux points/élimination sur 10 000 m | course par élimination sur 20 000 m |
| course par élimination sur 15 000 m        |                                     |
| marathon de 42,195 km                      |                                     |

### Descente
Les épreuves de descentes voient l'engagement de 32 hommes et de 7 femmes. 
| Pays                             | Hommes | Femmes |
| -------------------------------- | ------ | ------ |
| Italie                           | 8      | 2      |
| France                           | 5      | 2      |
| République démocratique du Congo | 6      | -      |
| Espagne                          | 2      | -      |
| Chine                            | 2      | -      |
| Colombie                         | 2      | -      |
| Inde                             | 2      | -      |
| Allemagne                        | -      | 2      |
| Suisse                           | 1      | -      |
| Chili                            | 1      | -      |
| États-Unis                       | 1      | -      |
| Malaisie                         | 1      | -      |
| Iran                             | 1      | -      |
| Australie                        | -      | 1      |
| Total                            | 32     | 7      |

### Rink hockey
La compétition se présente sous la forme d'un championnat en premier lieu. Il y a deux poules de quatre équipes chacune qui se rencontrent toutes une fois. 
En second lieu, le classement permet de déterminer la phase finale à laquelle toutes les équipes participent ; il n'y a plus d'élimination à l'issue des phases de groupes. Le premier d'un groupe rencontre le dernier de l'autre, et le seconde de l'un affronte le troisième de l'autre.
Un tirage au sort est effectué afin de constituer les groupes dont les participants sont les meilleures équipes des derniers mondiaux. Le tirage a lieu le 5 juillet 2017 au siège de la Fédération royale espagnole de patinage situé à Barcelone. Ce tirage est très clément pour les équipes espagnoles masculines et féminines qui ne rencontrent ni l'Argentine, ni l'Italie, ni le Portugal lors de la première phase du championnat. L'Argentine, quant à elle, trouve ce hasard « injuste », en effet les trois équipes la représentant sont dans les poules au niveau les plus élevés. L'entraineur argentin estime qu'en tant que champion du monde en titre, ils auraient dû bénéficier d'une entrée en jeu plus facile comme cela était auparavant le cas avec l'ancien format du championnat A. Avec le nouveau format, l'ensemble des adversaires du groupe du champion du monde figure parmi les huit meilleures équipes alors qu'auparavant la meilleure équipe qu'affrontait le champion du monde n'était classée que huitième. L'entraineur argentin souhaite que le système de détermination des groupes évolue.
Une compétition d'un rang inférieur a également lieu en parallèle qui réunit les équipes n'ayant pas été qualifié pour prendre part au Mondial. Ces équipes évoluent alors dans le championnat de la « FIRS Cup », composé de huit au maximum. Un troisième niveau, la « Confederations Cup », existe seulement pour les équipes séniors masculines. 
| Championnat féminin | Championnat féminin | Championnat masculin | Championnat masculin | Moins de 20 ans | Moins de 20 ans |
| Groupe A            | Groupe B            | Groupe A             | Groupe B             | Groupe A        | Groupe B        |
| ------------------- | ------------------- | -------------------- | -------------------- | --------------- | --------------- |
| Espagne             | Portugal            | Portugal             | Espagne              | Portugal        | Espagne         |
| France              | Chili               | France               | Chili                | Chili           | France          |
| Allemagne           | Argentine           | Argentine            | Allemagne            | Colombie        | Argentine       |
| États-Unis          | Italie              | Italie               | Mozambique           | Angleterre      | Italie          |

### Roller hockey

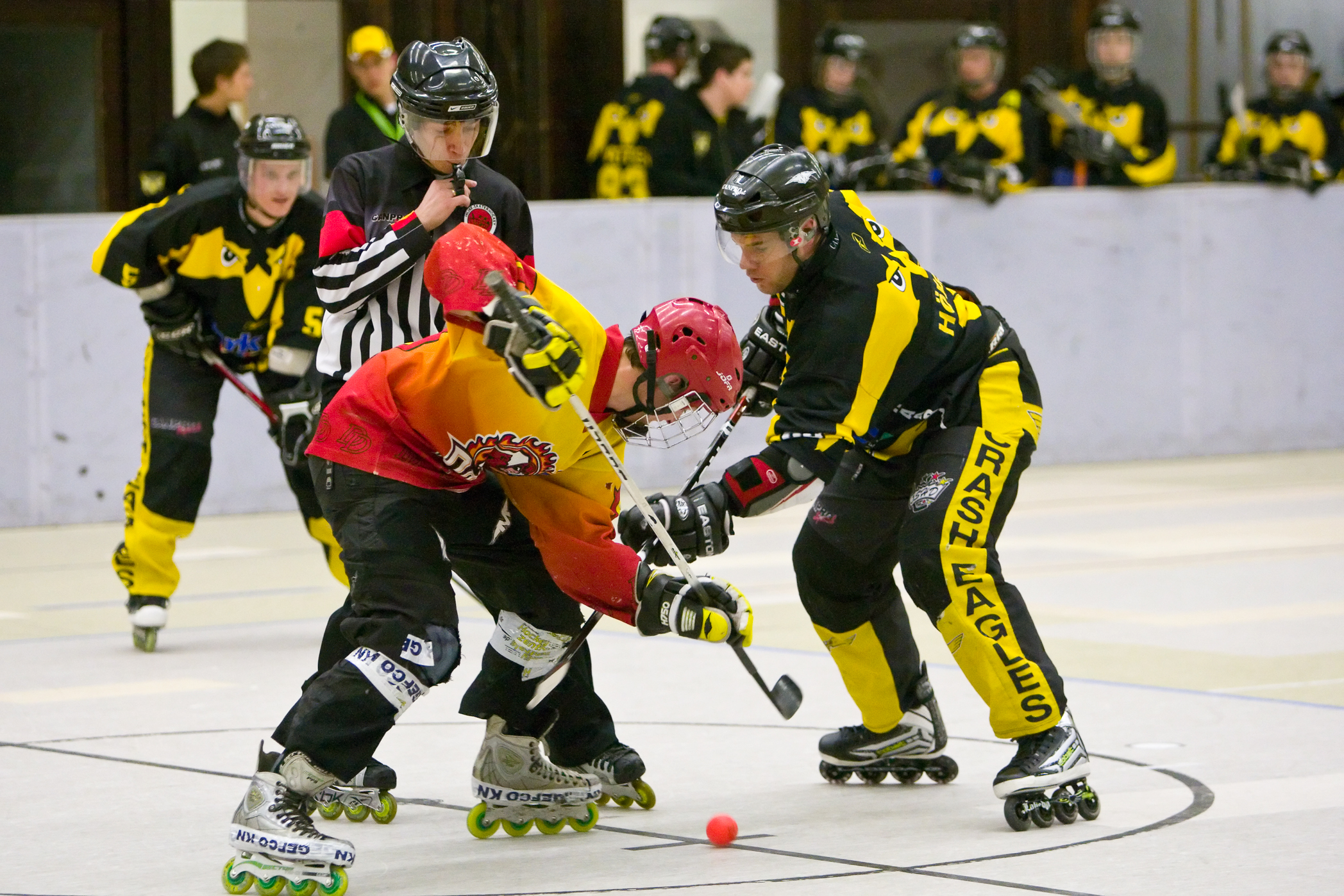
Un arbitre donne l'engagement à deux joueurs.

Lors du championnat d'Europe en juillet 2017, l'équipe française féminine remporte la médaille d'argent en perdant face à la République Tchèque.
La composition des poules du roller hockey est communiquée quelques jours avant le début de la compétition, mais le programme des matchs n'est pas disponible à moins d'une semaine du début de la compétition. 
| Championnat masculin | Championnat masculin | Championnat masculin | Championnat masculin | Championnat masculin | Championnat féminin | Championnat féminin | Championnat féminin |
| Groupe A             | Groupe B             | Groupe C             | Groupe D             | Groupe E             | Groupe A            | Groupe B            | Groupe C            |
| -------------------- | -------------------- | -------------------- | -------------------- | -------------------- | ------------------- | ------------------- | ------------------- |
| République tchèque   | Italie               | Suède                | Taipei chinois       | Espagne              | Italie              | États-Unis          | France              |
| Lettonie             | Suisse               | Corée du Sud         | Japon                | Hong Kong            | Corée du Sud        | Argentine           | Inde                |
| États-Unis           | Argentine            | Allemagne            | Macao                | Colombie             | Australie           | Espagne             | Iran                |
| Canada               | France               | Chine                | Inde                 | Brésil               | Chine               | Nouvelle-Zélande    | République tchèque  |
|                      |                      |                      |                      |                      | Canada              |                     |                     |

### Roller derby

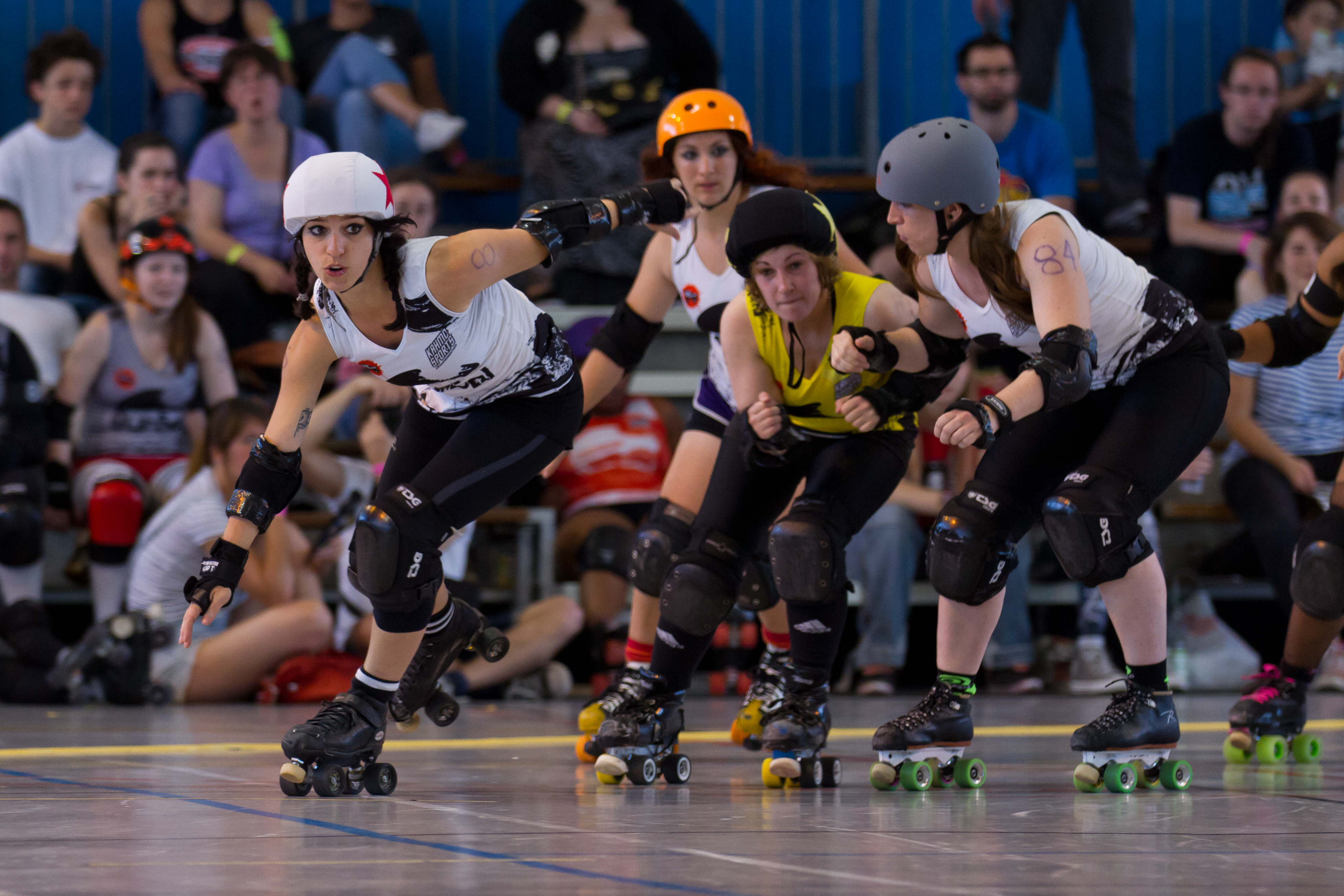
La jameuse - reconnaissable à son casque étoilé (en blanc sur la photographie) - s'extirpe du pack lors d'une rencontre à Toulouse.

Quatre équipes prennent part à la compétition qui se déroule en deux temps. Les deux premiers jours l'ensemble des équipes se rencontrent chacune une fois dans un championnat de forme aller-simple. Ensuite, le dernier jour les deux équipes classées premières et secondes se disputent le titre tandis que les troisième et quatrième tentent d'obtenir la troisième place.
À l'exception de l'Afrique, chaque continent envoie un représentant pour la compétition féminine. 
Alors de l'équipe d'Espagne ne reconnaît pas la légitimité de l'épreuve du roller derby aux WRG, notamment en raison d'une absence totale de concertation des instances internationale et du flou sur la compatibilité des règlements divergeant entre les fédérations nationales, une composition de l'équipe féminine espagnole est tout de même communiquée en juillet 2017. Cinq représentantes des Îles Canaries en font partie.
| Femmes     |
| ---------- |
| Australie  |
| États-Unis |
| Espagne    |
| Japon      |

### Slalom alpin
Les compétitions de la discipline constituée de quatre épreuves se déroulent au Jubaoshan Sports Park.

### Skateboard

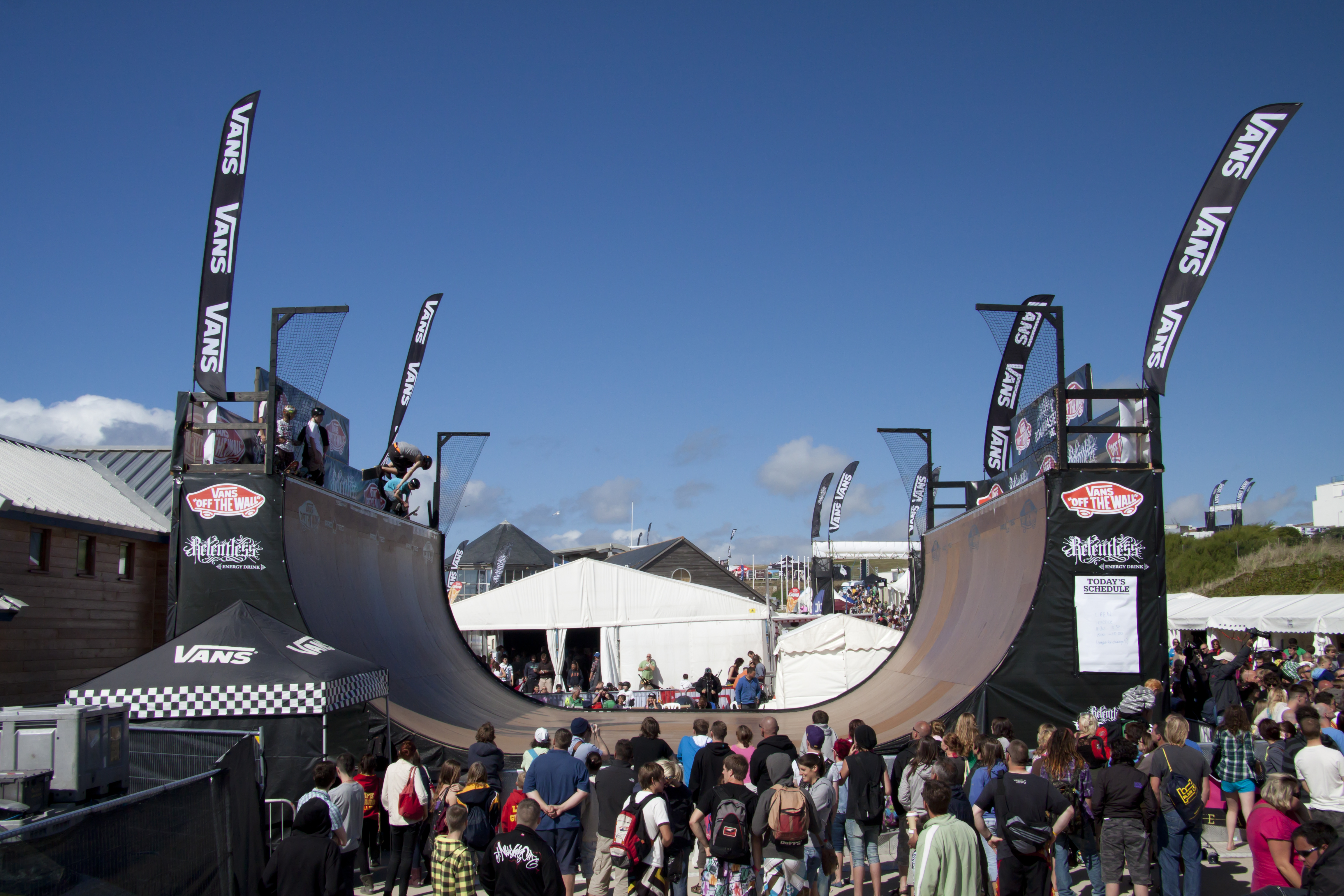
Vue d'une rampe.

Chaque pays membre a la possibilité d'inscrire au maximum deux athlètes de chaque sexe pour la compétition. Les participants sont repartis en groupe de huit. Chaque concurrent a trois essais de trente secondes pour réaliser la meilleure performance. 
Les douze meilleurs sportifs sont qualifiés pour la finale. Chaque essai dure également trente secondes mais cette fois les athlètes ont le droit à quatre tentatives. 
La rampe sur laquelle les sportifs concourent mesure 4,5 mètres de hauteur pour 21 mètres de large et pèse près de 22 tonnes d'acier. 
La compétition est dotée de récompenses à hauteur de 40 000 dollars réparties équitablement entre les femmes et les hommes en fonction de leur résultat en finale, allant de 5 000 dollars pour les vainqueurs à 1 000 dollars pour les 12e.

## Tableau des médailles
| Rang  | Nation | Or  | Argent | Bronze | Total |
| ----- | ------ | --- | ------ | ------ | ----- |
| 1     |        | 23  | 12     | 10     | 45    |
| 2     |        | 20  | 25     | 31     | 76    |
| 3     |        | 11  | 10     | 3      | 24    |
| 4     |        | 10  | 7      | 9      | 26    |
| 5     |        | 9   | 5      | 3      | 17    |
| 6     |        | 6   | 3      | -      | 9     |
| 7     |        | 5   | 11     | 7      | 23    |
| 8     |        | 4   | 8      | 11     | 23    |
| 9     |        | 4   | 4      | 2      | 10    |
| 10    |        | 3   | 4      | 1      | 8     |
| 11    |        | 2   | 7      | 7      | 16    |
| 12    |        | 2   | 3      | 6      | 11    |
| 13    |        | 2   | 0      | 0      | 2     |
| 14    |        | 1   | 2      | 4      | 7     |
| 15    |        | 1   | 1      | 1      | 3     |
| 16    |        | 1   | 1      | -      | 2     |
| 17    |        | 1   | 1      | -      | 2     |
| 18    |        | 1   | 1      | -      | 2     |
| 19    |        | 1   | -      | 2      | 3     |
| 20    |        | 1   | -      | 1      | 2     |
| 21    |        | 1   | -      | 1      | 2     |
| 22    |        | 1   | -      | -      | 1     |
| 23    |        | 1   | -      | -      | 1     |
| 24    |        | 1   | -      | -      | 1     |
| 25    |        | -   | 1      | 1      | 2     |
| 26    |        | -   | 1      | -      | 1     |
| 27    |        | -   | 1      | -      | 1     |
| 28    |        | -   | -      | 2      | 2     |
| 29    |        | -   | -      | 2      | 2     |
| 30    |        | -   | -      | 1      | 1     |
| 31    |        | -   | -      | 1      | 1     |
| 32    |        | -   | -      | 1      | 1     |
| Total | Total  | 112 | 108    | 107    | 327   |

### Liens Externes
- (zh) Njrollersports.org (Site officiel)
- (en) Rollerevents.org